# Lista zawodowych mistrzów świata wagi junior muszej w boksie
Waga junior musza jest jedną z młodszych kategorii boksu zawodowego. Została wprowadzona w roku 1920 z limitem 109 funtów. W roku 1922 NBA a w roku 1929 NYSAC zlikwidowały tę kategorię wagową. Reaktywowana została w roku 1975 przez WBC z limitem 108 funtów a następnie przyjęta przez WBA (1975), IBF (1983) i WBO (1989). Jej limit wynosi 49,0 kg (108 funtów).
Każda z federacji boksu zawodowego uznaje swoich mistrzów świata i prowadzi własne listy bokserów ubiegających się o tytuł. Poniżej zestawiono mistrzów świata czterech podstawowych organizacji boksu zawodowego:
- World Boxing Association (WBA) powstała w roku 1962 na bazie istniejącej od 1921 roku National Boxing Association (NBA),
- World Boxing Council (WBC) założona w roku 1963,
- International Boxing Federation (IBF) założona w 1983,
- World Boxing Organization (WBO) założona w roku 1988.
| Zdobycie tytułu | Utrata tytułu        | Mistrz                | Mistrz            | Organizacja     | Obrona tytułu |
| --- | -------------------- | --------------------- | ----------------- | --------------- | ------------- |
| 4 kwietnia 1975 | kwiecień 1975        | Franco Udella         | Włochy            | WBC             | 0             |
| Udella został inauguracyjnym mistrzem organizacji WBC po zwycięstwie nad Valentino Martinezem. Pozbawiony tytułu po odmowie walki z Rafaelem Loverem. |                      |                       |                   |                 |               |
| 23 sierpnia 1975 | 2 lipca 1976         | Jaime Rios            | Panama            | WBA             | 1             |
| Rios został pierwszym mistrzem organizacji WBA po zwycięstwie nad Rigoberto Marcano. |                      |                       |                   |                 |               |
| 13 września 1975 | 19 lutego 1978       | Luis Estaba           | Wenezuela         | WBC             | 11            |
| Estaba zdobył wakujący tytuł po zwycięstwie przez KO w 4 r. nad Rafaelem Loverą. |                      |                       |                   |                 |               |
| 2 lipca 1976 | 10 października 1976 | Juan Antonio Guzmán   | Dominikana        | WBA             | 0             |
| 10 października 1976 | 8 marca 1981         | Yoko Gushiken         | Japonia           | WBA             | 13            |
| 19 lutego 1978 | 6 maja 1978          | Freddy Castillo       | Meksyk            | WBC             | 0             |
| 6 maja 1978 | 30 września 1978     | Netrnoi Sor Vorasingh | Tajlandia         | WBC             | 1             |
| 30 września 1978 | 3 stycznia 1980      | Kim Sung-jun          | Korea Południowa  | WBC             | 3             |
| 3 stycznia 1980 | 24 marca 1980        | Shigeo Nakajima       | Japonia           | WBC             | 0             |
| 24 marca 1980 | 6 lutego 1982        | Hilario Zapata        | Panama            | WBC             | 8             |
| 8 marca 1981 | 19 lipca 1981        | Pedro Flores          | Meksyk            | WBA             | 0             |
| 19 lipca 1981 | 16 grudnia 1981      | Kim Hwan-jin          | Korea Południowa  | WBA             | 1             |
| 16 grudnia 1981 | 10 lipca 1983        | Katsuo Tokashiki      | Japonia           | WBA             | 5             |
| 6 lutego 1982 | 13 kwietnia 1982     | Amado Ursua           | Meksyk            | WBC             | 0             |
| 13 kwietnia 1982 | 20 lipca 1982        | Tadashi Tomori        | Japonia           | WBC             | 0             |
| 20 lipca 1982 | 26 marca 1983        | Hilario Zapata        | Panama            | WBC             | 2             |
| 26 marca 1983 | 27 czerwca 1988      | Chang Jung-koo        | Korea Południowa  | WBC             | 15            |
| Chang zrezygnował z tytułu ogłaszając zakończenie kariery. Wrócił na ring po roku przerwy. |                      |                       |                   |                 |               |
| 10 lipca 1983 | 19 maja 1984         | Lupe Madera           | Meksyk            | WBA             | 1             |
| 10 grudnia 1983 | 1986                 | Dodie Boy Penalosa    | Filipiny          | IBF             | 3             |
| Penalosa został pierwszym mistrzem organizacji IBF wygrywając z Satoshi Shingaki. Zrezygnował z tytułu przechodząc do kategorii muszej. |                      |                       |                   |                 |               |
| 19 maja 1984 | 29 marca 1985        | Francisco Quiroz      | Dominikana        | WBA             | 1             |
| 29 marca 1985 | 8 grudnia 1985       | Joey Olivo            | Stany Zjednoczone | WBA             | 1             |
| 8 grudnia 1985 | 17 grudnia 1991      | Yuh Myung-woo         | Korea Południowa  | WBA             | 17            |
| 7 grudnia 1986 | 4 listopada 1988     | Choi Jum-hwan         | Korea Południowa  | IBF             | 3             |
| 4 listopada 1988 | 2 maja 1989          | Tacy Macalos          | Filipiny          | IBF             | 0             |
| 11 grudnia 1988 | 19 marca 1989        | German Torres         | Meksyk            | WBC             | 0             |
| 19 marca 1989 | 25 czerwca 1989      | Lee Yul-woo           | Korea Południowa  | WBC             | 0             |
| 2 maja 1989 | 29 lipca 1990        | Muangchai Kittikasem  | Tajlandia         | IBF             | 3             |
| 19 maja 1989 | marzec 1992          | Jose De Jesus         | Portoryko         | WBO             | 3             |
| Jose De Jesus został pierwszym mistrzem federacji WBO pokonując Fernando Martineza. Pozbawiony tytułu za zaniechanie jego obrony. |                      |                       |                   |                 |               |
| 25 czerwca 1989 | 19 grudnia 1990      | Humberto González     | Meksyk            | WBC             | 5             |
| 29 lipca 1990 | 16 marca 1993        | Michael Carbajal      | Stany Zjednoczone | IBF             | 7             |
| 19 grudnia 1990 | 25 marca 1991        | Rolando Pascua        | Filipiny          | WBC             | 0             |
| 25 marca 1991 | 3 czerwca 1991       | Melchor Cob Castro    | Meksyk            | WBC             | 0             |
| 3 czerwca 1991 | 16 marca 1993        | Humberto González     | Meksyk            | WBC             | 4             |
| 17 grudnia 1991 | 18 listopada 1992    | Hiroki Ioka           | Japonia           | WBA             | 2             |
| 31 lipca 1992 | 15 lipca 1994        | Josue Camacho         | Portoryko         | WBO             | 1             |
| 18 listopada 1992 | 1993                 | Yuh Myung-woo         | Korea Południowa  | WBA             | 1             |
| Yuh Myung-woo zakończył karierę po zwycięskiej obronie tytułu 25 lipca 1993. |                      |                       |                   |                 |               |
| 16 marca 1993 | 19 lutego 1994       | Michael Carbajal      | Stany Zjednoczone | WBC i IBF       | 2             |
| 21 października 1993 | 4 lutego 1995        | Leo Gamez             | Wenezuela         | WBA             | 3             |
| 19 lutego 1994 | 15 lipca 1995        | Humberto González     | Meksyk            | WBC & IBF       | 3             |
| 15 lipca 1994 | 12 listopada 1994    | Michael Carbajal      | Stany Zjednoczone | WBO             | 0             |
| Carbajal pozbawiony został pasa za przystąpienie do pojedynku z Humberto Gonzálezem o tytuły WBC i IBF. Przegrał na punkty niejednogłośną decyzją sędziów. |                      |                       |                   |                 |               |
| 23 listopada 1994 | 18 listopada 1995    | Paul Weir             | Wielka Brytania   | WBO             | 1             |
| 4 lutego 1995 | 13 stycznia 1996     | Choi Hi-yong          | Korea Południowa  | WBA             | 1             |
| 15 lipca 1995 | 12 listopada 1995    | Saman Sorjaturong     | Tajlandia         | WBC i IBF       | 1             |
| 15 lipca 1995 Sorjaturong pokonał Humberto Gonzáleza w walce o pasy WBC i IBF. Pojedynek uznany został przez Ring Magazine za walkę roku. Zrezygnował z tytułu IBF, pozostając posiadaczem pasa WBC, po zwycięskiej obronie z Yuichi Hosono 12 listopada 1995. |                      |                       |                   |                 |               |
| 12 listopada 1995 | 17 października 1999 | Saman Sorjaturong     | Tajlandia         | WBC             | 10            |
| 18 listopada 1995 | 8 lutego 1997        | Jacob Matlala         | Południowa Afryka | WBO             | 2             |
| Matlala zrezygnował z tytułu WBO przystępując do walki o tytuł organizacji IBA. |                      |                       |                   |                 |               |
| 13 stycznia 1996 | 21 maja 1996         | Carlos Murillo        | Panama            | WBA             | 1             |
| 16 marca 1996 | 18 stycznia 1997     | Michael Carbajal      | Stany Zjednoczone | IBF             | 2             |
| Carbajal zdobył wakujący tytuł pokonując Melchiora Coba Castro. |                      |                       |                   |                 |               |
| 21 maja 1996 | 3 grudnia 1996       | Keiji Yamaguchi       | Japonia           | WBA             | 1             |
| 3 grudnia 1996 | lipiec 2000          | Pichit Chor Siriwat   | Tajlandia         | WBA             | 5             |
| Siriwat został pozbawiony tytułu po odmowie walki z oficjalnym pretendentem Rosendo Alvarezem. |                      |                       |                   |                 |               |
| 18 stycznia 1997 | 29 sierpnia 1998     | Mauricio Pastrana     | Kolumbia          | IBF             | 1             |
| Pastrana stracił tytuł nie mając wymaganego limitu wagi w wygranym pojedynku z Carlosem Murillo. |                      |                       |                   |                 |               |
| 31 maja 1997 | 25 sierpnia 1997     | Jesus Chong           | Meksyk            | WBO             | 0             |
| 25 sierpnia 1997 | 17 stycznia 1998     | Melchor Cob Castro    | Meksyk            | WBO             | 0             |
| 17 stycznia 1998 | 5 grudnia 1998       | Juan Domingo Córdoba  | Argentyna         | WBO             | 1             |
| 5 grudnia 1998 | 31 lipca 1999        | Jorge Arce            | Meksyk            | WBO             | 1             |
| 18 grudnia 1998 | 2 października 1999  | Will Grigsby          | Stany Zjednoczone | IBF             | 1             |
| 31 lipca 1999 | sierpień 1999        | Michael Carbajal      | Stany Zjednoczone | WBO             | 0             |
| Carbajal zakończył karierę po zwycięskiej walce z Jorge Arce 31 lipca 1999. |                      |                       |                   |                 |               |
| 2 października 1999 | 28 listopada 2002    | Ricardo López         | Meksyk            | IBF             | 2             |
| Ricardo López pozostawił wakujący tytuł po ogłoszeniu zakończenia kariery 28 listopada 2002. W ostatniej walce w obronie tytułu pokonał Zolani'ego Petelo 29 września 2001.                                                                                    |                      |                       |                   |                 |               |
| 17 października 1999 | 6 lipca 2002         | Choi Yo-sam           | Korea Południowa  | WBC             | 3             |
| 19 lutego 2000 | lipiec 2000          | Masibulele Makepula   | Południowa Afryka | WBO             | 0             |
| Makepula zdobył wakujący tytuł po pokonaniu Jacoba Matlali. Stracił tytuł przechodząc do kategorii muszej. |                      |                       |                   |                 |               |
| 12 sierpnia 2000 | 3 marca 2001         | Beibis Mendoza        | Kolumbia          | WBA             | 0             |
| 3 marca 2001 | 2 października 2004  | Rosendo Álvarez       | Nikaragua         | WBA             | 3             |
| Álvarez został pozbawiony pasa, nie mając wymaganego limitu wagi w wygranej walce w obronie tytułu z Beibisem Mendozą. |                      |                       |                   |                 |               |
| 14 kwietnia 2001 | 30 kwietnia 2005     | Nelson Dieppa         | Portoryko         | WBO             | 5             |
| 6 lipca 2002 | 2005                 | Jorge Arce            | Meksyk            | WBC             | 7             |
| Arce pozostawił wakujący tytuł przechodząc do kategorii muszej. |                      |                       |                   |                 |               |
| 15 lutego 2003 | 14 maja 2005         | Victor Burgos         | Meksyk            | IBF             | 2             |
| 11 marca 2005 | 10 września 2005     | Eric Ortiz            | Meksyk            | WBC             | 0             |
| 29 kwietnia 2005 | 20 maja 2006         | Roberto Vásquez       | Panama            | WBA             | 3             |
| Vásquez zdobył wakujący tytuł pokonując Beibisa Mendozę. Zrezygnował z tytułu przechodząc do kategorii muszej. |                      |                       |                   |                 |               |
| 30 kwietnia 2005 | 25 września 2007     | Hugo Fidel Cázares    | Meksyk            | WBO             | 5             |
| 14 maja 2005 | 7 stycznia 2006      | Will Grigsby          | Stany Zjednoczone | IBF             | 0             |
| 10 września 2005 | 10 sierpnia 2006     | Brian Viloria         | Stany Zjednoczone | WBC             | 1             |
| 7 stycznia 2006 | 19 kwietnia 2009     | Ulises Solís          | Meksyk            | IBF             | 8             |
| 2 sierpnia 2006 | 18 stycznia 2007     | Kōki Kameda           | Japonia           | WBA             | 1             |
| Kameda pozostawił wakujący tytuł przechodząc do kategorii muszej. |                      |                       |                   |                 |               |
| 10 sierpnia 2006 | 2 lutego 2007        | Omar Niño Romero      | Meksyk            | WBC             | 1             |
| Romero został pozbawiony tytułu po pozytywnym teście antydopingowym, wykonanym po rewanżowej walce z Brianem Vilorią 18 listopada 2006. |                      |                       |                   |                 |               |
| 14 kwietnia 2007 | 21 listopada 2009    | Édgar Sosa            | Meksyk            | WBC             | 10            |
| 22 czerwca 2007 | 8 grudnia 2007       | Juan Carlos Reveco    | Argentyna         | WBA             | 1             |
| 8 grudnia 2007 | 2008                 | Brahim Asloum         | Francja           | WBA             | 0             |
| Asloum zawiesił tytuł, a następnie 6 września 2009 ogłosił zakończenie kariery. |                      |                       |                   |                 |               |
| 25 września 2007 | 28 sierpnia 2010     | Iván Calderón         | Portoryko         | WBO             | 6             |
| 19 kwietnia 2009 | 23 stycznia 2010     | Brian Viloria         | Stany Zjednoczone | IBF             | 1             |
| 6 maja 2009 | 28 sierpnia 2010     | Giovani Segura        | Meksyk            | WBA             | 3             |
| Segura 14 marca 2009 po zwycięstwie nad Cesarem Conchilą został przejściowym mistrzem WBA. 6 maja został uznany mistrzem regularnym. |                      |                       |                   |                 |               |
| 21 listopada 2009 | 19 czerwca 2010      | Rodel Mayol           | Filipiny          | WBC             | 1             |
| 23 stycznia 2010 | 29 maja 2010         | Carlos Tamara         | Kolumbia          | IBF             | 0             |
| 29 maja 2010 | 30 kwietnia 2011     | Luis Alberto Lazarte  | Argentyna         | IBF             | 2             |
| 19 czerwca 2010 | 6 listopada 2010     | Omar Niño Romero      | Meksyk            | WBC             | 1             |
| 28 sierpnia 2010 | 2010                 | Giovani Segura        | Meksyk            | WBA Super i WBO | 0             |
| Segura po pokonaniu Ivana Calderóna zdobył tytuł WBO oraz został super mistrzem WBA. Walka ta została uznana przez Ring Magazine za walkę roku. Zrezygnował z obrony tytuły WBA.                                                                               |                      |                       |                   |                 |               |
| 2010 | kwiecień 2011        | Giovani Segura        | Meksyk            | WBO             | 1             |
| Segura pozostawił wakujący tytuł przechodząc do wyższej kategorii. |                      |                       |                   |                 |               |
| 6 listopada 2010 | 30 kwietnia 2011     | Gilberto Keb Baas     | Meksyk            | WBC             | 1             |
| luty 2011 | listopad 2012        | Román González        | Nikaragua         | WBA             | 5             |
| Gonzalez 24 października 2010 po pokonaniu Francisco Rosasa został mistrzem tymczasowym WBA, a następnie w lutym 2011 awansowany na mistrza regularnego. W listopadzie 2012 po piątej skutecznej obronie tytułu otrzymał tytuł supermistrza.                   |                      |                       |                   |                 |               |
| kwiecień 2011 | 30 kwietnia 2011     | Jesús Géles           | Kolumbia          | WBO             | 0             |
| Géles od 5 lutego 2011 był mistrzem tymczasowym. Po rezygnacji z tytułu Giovaniego Segury został mistrzem pełnoprawnym. |                      |                       |                   |                 |               |
| 30 kwietnia 2011 | 8 października 2011  | Ramón García Hirales  | Meksyk            | WBO             | 0             |
| 30 kwietnia 2011 | lipiec 2012          | Ulises Solís          | Meksyk            | IBF             | 1             |
| Solis został pozbawiony tytułu ze względu na niemożność jego obrony spowodowaną przewlekłą kontuzją (złamana szczęka). |                      |                       |                   |                 |               |
| 30 kwietnia 2011 | 23 grudnia 2011      | Adrián Hernández      | Meksyk            | WBC             | 1             |
| 8 października 2011 | Nadal                | Donnie Nietes         | Filipiny          | WBO             | 6             |
| 23 grudnia 2011 | 6 października 2012  | Kompayak Porpramook   | Tajlandia         | WBC             | 1             |
| lipiec 2012 | 2 maja 2014          | John Riel Casimero    | Filipiny          | IBF             | 4             |
| Casimero 10 lutego 2012 zdobył tytuł mistrza tymczasowego, zwyciężając Luisa Alberto Lazarte. Został awansowany na mistrza regularnego po pozbawieniu tytułu Ulisesa Solisa. Został pozbawiony tytułu mistrza 2 maja 2014.                                     |                      |                       |                   |                 |               |
| 6 października 2012 | 6 kwietnia 2014      | Adrián Hernández      | Meksyk            | WBC             | 4             |
| listopad 2012 | 14 stycznia 2014     | Román González        | Nikaragua         | WBA Super       | 0             |
| González zrezygnował z tytułu. |                      |                       |                   |                 |               |
| 31 grudnia 2012 | 8 lipca 2014         | Kazuto Ioka           | Japonia           | WBA             | 3             |
| Ioka zdobył wakujący tytuł mistrza regularnego WBA, zwyciężając przez techniczny nokaut w szóstej rundzie José Alfredo Rodrigueza. Zrezygnował z tytułu w lipcu 2014.                                                                                          |                      |                       |                   |                 |               |
| 6 kwietnia 2014 | 3 listopada 2014     | Naoya Inoue           | Japonia           | WBC             | 1             |
| Inoue zrezygnował z tytułu w listopadzie 2014. |                      |                       |                   |                 |               |
| 8 lipca 2014 | 31 grudnia 2014      | Alberto Rossel        | Peru              | WBA             | 0             |
| Rossel 14 kwietnia 2012 zdobył tytuł mistrza tymczasowego, zwyciężając José Alfredo Rodrigueza. Został awansowany na mistrza regularnego po rezygnacji Kazuto Ioki.                                                                                            |                      |                       |                   |                 |               |
| 20 września 2014 | Nadal                | Javier Mendoza        | Meksyk            | IBF             | 1             |
| Mendoza zdobył wakujący tytuł mistrza IBF, zwyciężając na punkty Ramóna Garcíę Hiralesa. |                      |                       |                   |                 |               |
| 30 grudnia 2014 | Nadal                | Pedro Guevara         | Meksyk            | WBC             | 1             |
| Guevara zdobył wakujący tytuł mistrza WBC, zwyciężając przez nokaut w 7. rundzie Akirę Yaegashiego. |                      |                       |                   |                 |               |
| 31 grudnia 2014 | Nadal                | Ryoichi Taguchi       | Japonia           | WBA             | 1             |